# Chandler Riggs
Chandler Riggs (sinh ngày 27 tháng 6 năm 1999) là một nam Diễn viên người Mỹ.

## Danh sách phim

### Điện ảnh
| Năm  | Tên               | Vai             | Ghi chú |
| ---- | ----------------- | --------------- | ------- |
| 2006 | Jesus H. Zombie   | Egon / Zombie   |         |
| 2009 | Get Low           | Tom             |         |
| 2010 | The Wronged Man   |                 |         |
| 2011 | Terminus          | Daniel          |         |
| 2014 | Mercy             | George Bruckner |         |
| 2017 | Keep Watching     | John Mitchell   |         |
| 2018 | Only              | Casey           |         |
| 2018 | Inherit the Viper |                 |         |

### Truyền hình
| Năm       | Tên              | Vai         | Ghi chú |
| --------- | ---------------- | ----------- | ------- |
| 2010–2018 | The Walking Dead | Carl Grimes |         |
| 2015–2018 | Talking Dead     |             |         |
| 2017      | Robot Chicken    |             |         |